# Prvenstvo BLP 1940-1941
Il Prvenstvo Beogradskog loptičkog podsaveza 1940./41., in cirillico Првенство Београдског лоптичког подсавеза 1940./41., (it. "Campionato della sottofederazione calcistica di Belgrado 1940-41") fu la ventiduesima edizione del campionato organizzato dalla Beogradski loptački podsavez (BLP).
Questa fu la ottava edizione del Prvenstvo BLP ad essere di seconda divisione, infatti le migliori squadre belgradesi militavano nella Srpska liga 1940-1941, mentre i vincitori sottofederali avrebbero disputato gli spareggi per la promozione al campionato nazionale successivo.
Il campionato era diviso era diviso fra le squadre di Belgrado città (divise in più classi, razred) e quelle della provincia (divise in varie parrocchie, župe). La vincitrice della 1. razred disputava la finale sottofederale contro la vincente del campionato provinciale.
I campionati furono interrotti il 6 aprile 1941, quando le potenze dell'Asse cominciarono l'Invasione della Jugoslavia ed il 17 i balcanici si arresero. Il Regno di Jugoslavia venne smembrato fra i paesi vincitori (Germania, Italia, Ungheria e Bulgaria) e nacque anche lo Stato Indipendente di Croazia (comprendente Croazia e Bosnia).

La Serbia divenne uno Stato fantoccio della Germania nazista, affidato da Hitler al generale Milan Nedić

## Prima classe

### Squadre partecipanti
- Borac Belgrado
- ČSK Istra
- Električna centrala Belgrado
- Grafičar Belgrado
- Mitić Belgrado
- Obilić
- Radnički Belgrado
- Sloga Belgrado
- Sparta Belgrado
- Vitez Zemun
- Le partecipanti erano 11. Non è chiaro se l'undicesima fosse il SK Zemun (ultimo in Srpska liga 1939-1940 e non presente nella edizione successiva) oppure il VSK Valjevo, campione della BLP precedente.

## Classi inferiori
Nella stagione 1940-41, i campionati della città di Belgrado contavano 71 squadre divise in sei classi:
- 11 squadre in 1. razred
- 10 squadre in 1.A razred
- 10 squadre in 1.B razred
- 20 squadre in 2. razred (10 nel gruppo Sava e 10 nel gruppo Drava)
- 6 squadre in 3. razred
- 14 squadre in 4. razred (7 nel gruppo Drina e 7 nel gruppo Morava)[2]

### 1.A razred
Il campionato fu interrotto a causa dello scoppio della seconda guerra mondiale.
```
   Squadra                         G   V   N   P   GF  GS  Q.Reti  Pti
1  
Balkan
                          10  8   2   0   26  7   3,714   18
2  
Slavija
                         10  8   1   1   47  14  3,357   17
3  
Građanski Zemun
                 10  7   2   1   35  21  1,667   16
4  
Palilulac
                       10  5   3   2   25  16  1,563   13
5  
Železničar
                      10  4   2   4   23  17  1,353   10
6  Brđanin                         10  4   1   5   22  44  0,500   9
7  Banovac                         10  3   1   6   13  24  0,542   7
8  Zanatlija                       10  1   3   6   17  27  0,630   5
9  Ruski SK                        10  1   2   7   14  32  0,438   4
10 
Srpski mač
                      10  1   1   8   16  36  0,444   3
```